# Мечеть Ибрагим аль-Ибрагим (Каракас)
Мечеть Ибрагим аль-Ибрагим или Каракасская мечеть, полное наименование — Мечеть Шейх Ибрагим Бин Абдулазиз аль-Ибрагим (исп. Mezquita Ibrahim Al-lbrahim, араб. المسجد إبراهيم بن عبد العزيز آل إبراهيم‎) — мечеть, находящаяся в столице Венесуэлы городе Каракас в районе Эль-Рекрео. Считается второй по величине мечетью в Латинской Америке после мечети в Исламском культурном центре имени короля Фахда в Буэнос-Айресе, Аргентина.
Строительство мечети по проекту архитектора Зухе Файеза началось в 1989 году на средства шейха Ибрагима бин Абдулазиза аль-Ибрагима. Строительство мечети завершилось в 1993 году. Площадь мечети составляет 5000 квадратных метра. Высота минарета — 113 метров. Высота купола — 23 метра.

## Ссылки

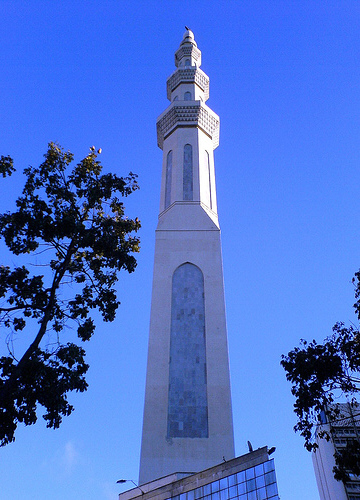
Минарет